# برايس درو
برايس درو (بالإنجليزية: Bryce Drew)‏ مواليد 21 سبتمبر 1974 في باتون روج، هو لاعب كرة سلة أمريكي معتزل تحول إلى التدريب بعد الاعتزال بدأ مسيرته الاحترافية في سنة 1998. تم اختياره من قبل فريق هيوستن روكتس خلال الدرافت. يبلغ طوله 6 قدم 3 بوصة (1.9 م). حقق المركز الأول في الألعاب الجامعية الصيفية 1997. اعتزل اللعب في 2004.

## المسيرة الاحترافية
لعب مع هيوستن روكتس من سنة 1998 إلى 2000، ثم لعب مع شيكاغو بولز في موسم 2000–2001، ثم لعب مع شارلوت هورنتس في موسم 2001–2002، ثم لعب مع نيو أورلينز بيليكانز من سنة 2002 إلى 2004، ثم لعب مع فيولا ريدجو كالابريا في الدوري الإيطالي في سنة 2004، ثم لعب مع فالنسيا باسكت في الدوري الإسباني في موسم 2004–2005.

## الميداليات
| الميدالية | المسابقة                      |
| --------- | ----------------------------- |
| ذهبية     | الألعاب الجامعية الصيفية 1997 |

## روابط خارجية
- برايس درو على موقع إن بي أي (الإنجليزية)
- برايس درو على موقع سبورتس رفرنس (الإنجليزية)
- برايس درو على موقع الدوري الإسباني لكرة السلة (الإسبانية)
- برايس درو على موقع كرة السلة الأوروبية.كوم (الإنجليزية)
- برايس درو على موقع كلية كرة السلة في سبورتس رفرنس.كوم (الإنجليزية)
- برايس درو على موقع ريلجم (الإنجليزية)
- برايس درو على موقع بروبوليرز (الإنجليزية)
- برايس درو على موقع كلية كرة السلة في سبورتس رفرنس.كوم (الإنجليزية)
- برايس درو على موقع سبورتس رفرنس (الإنجليزية)